# Peez
Peez ist ein Ortsteil von Rostock.
Der Ortsteil Peez hat mit dem ehemaligen kleinen Bauerndorf Peez nicht viel gemein. Vom alten Dorf Peez gibt es nur noch wenige erhaltene Gebäude. Durch den Bau des Tanklagers am Seehafen wurde der Großteil der Gehöfte abgerissen. Das Dorf Peez wurde am 1. Juli 1950 in Rostock eingemeindet.
Zum Ortsteil Peez gehört das Gebiet des Seehafens (Inbetriebnahme 1960), welchem das ehemalige Dorf Petersdorf weichen musste. Der Ortsteil Peez ist dadurch hauptsächlich industriell geprägt: Neben dem Hafen, dem Tanklager und einem Steinkohlekraftwerk haben sich vor allem wegen der hervorragenden Verkehrsanbindungen (Hafen, Eisenbahn und Bundesautobahn 19) verschiedene Unternehmen angesiedelt.